# Třída Indiana
Třída Indiana byla třída predreadnoughtů amerického námořnictva. Celkem byly postaveny tři jednotky této třídy. Ve službě byly v letech 1895–1919. V roce 1898 se účastnily Španělsko-americké války. Byly to první americké moderní bitevní lodě (jinak též bitevní lodě první třídy).

## Stavba
Celkem byly postaveny tři jednotky této třídy, pojmenované USS Indiana, USS Massachusetts a USS Oregon. Postaveny byly v letech 1891–1896 v amerických loděnicích William Cramp & Sons a Union Iron Works.
Jednotky třídy Indiana:
| Jméno                    | Loděnice         | Založení kýlu      | Spuštěna        | Vstup do služby    | Poznámka                                                         |
| ------------------------ | ---------------- | ------------------ | --------------- | ------------------ | ---------------------------------------------------------------- |
| USS Indiana (BB-1)       | Cramp            | 7. května 1891     | 28. února 1893  | 20. listopadu 1895 | Potopena jako cvičný cíl 1920.                                   |
| USS Massachusetts (BB-2) | Cramp            | 25. června 1891    | 10. června 1893 | 10. června 1896    | Potopena jako cvičný cíl 1921.                                   |
| USS Oregon (BB-3)        | Union Iron Works | 19. listopadu 1891 | 26. října 1893  | 15. července 1896  | Vyřazena 1919. V letech 1925–1942 muzejní loď. Sešrotována 1956. |

## Konstrukce

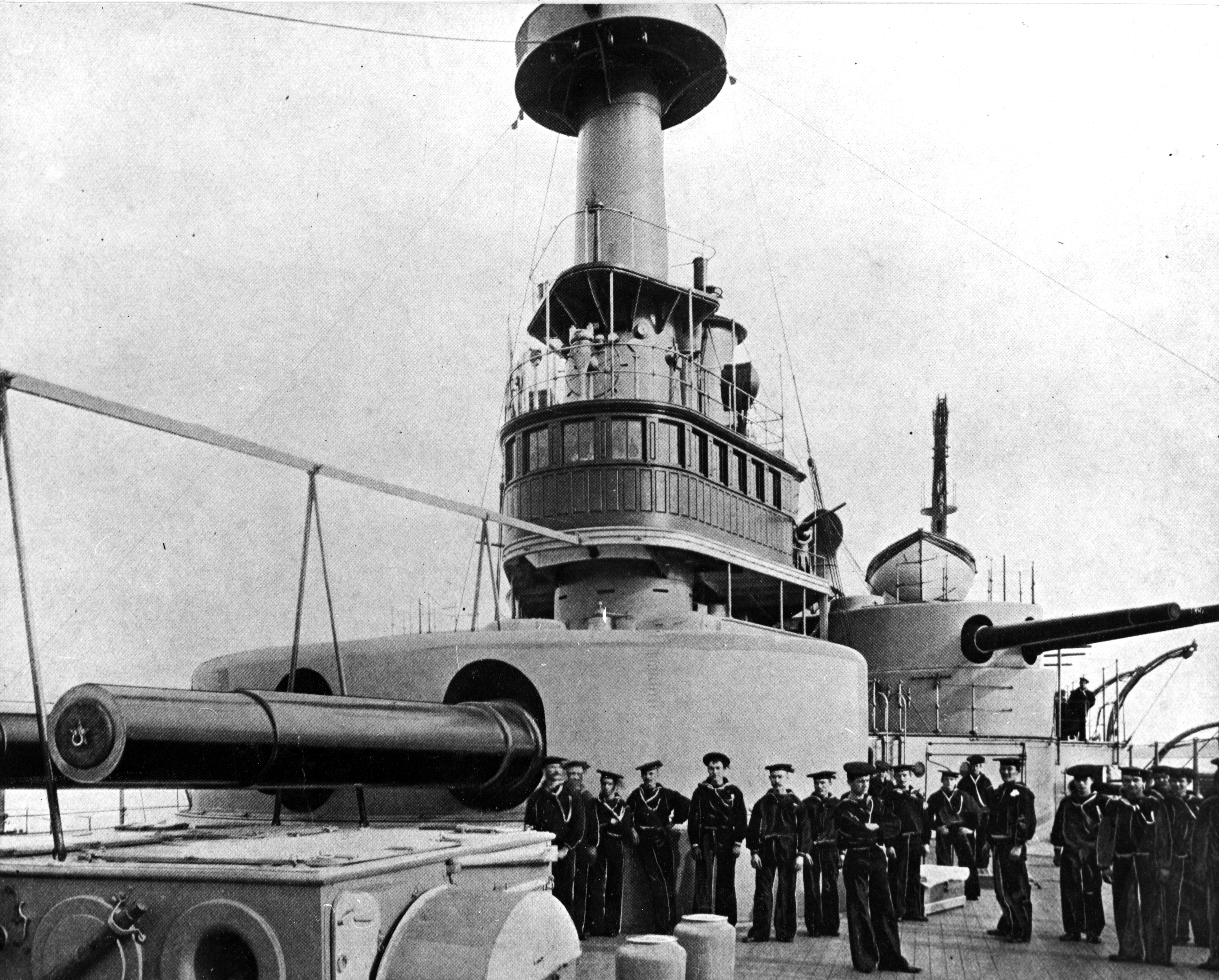
Hlavní výzbroj bitevní lodě Indiana

Plavidla nesla poměrně silnou výzbroj. Hlavní výzbroj představovaly čtyři 305mm kanóny ve dvoudělových věžích na přídi a na zádi, které doplňovalo osm 203mm kanónů ve čtyřech dvoudělových věžích na bocích nástavby. Dělostřelectvo sekundární ráže tvořilyčtyři 152mm kanóny v kasematách. Dále bylo neseno dvacet 57mm kanónů, šest 37mm kanónů a dva 457mm torpédomety. Pohonný systém tvořilo šest kotlů a dva parní stroje s trojnásobnou expanzí o výkonu 9000 ihp, pohánějící dva lodní šrouby. Nejvyšší rychlost dosahovala 15 uzlů.

## Operační nasazení

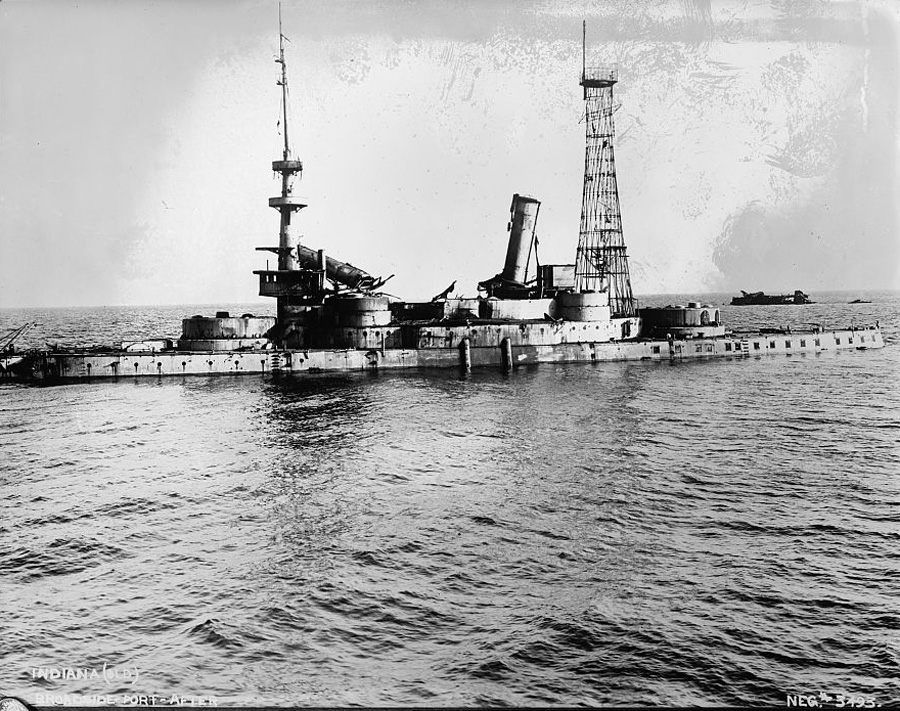
Potopení bitevní lodě Indiana jako cvičný cíl

Indiana, Massachusetts a Oregon hrály důležitou roli ve Španělsko-americké válce v roce 1898, jelikož se podílely na blokádě španělských válečných lodí v přístavu Santiago de Cuba. Indiana a Oregon se dne 3. července 1898 účastnily bitvy u Santiaga de Cuba, ve které byla zničena španělská eskadra složená z pancéřových křižníků Infanta Maria Teresa, Vizcaya, Cristóbal Colón a Almirante Oquendo a torpédoborců Pluton a Furor.
Indiana za první světové války sloužila ve výcviku, v roce 1919 byla vyřazena a v roce 1920 potopena jako cvičný cíl. Massachusetts za světové války pomáhala při dělostřeleckém výcviku, v roce 1919 byla vyřazena ze služby a v roce 1921 potopena. Oregon sloužil za první světové války ve druhé linii. V roce 1919 byl vyřazen a od roku 1925 byl muzejní lodi. Za druhé světové války byla loď částečně rozebrána na šrot, ale trup byl ještě v roce 1944 použit pro dopravu munice pro invazi na Guam. Zbytek lodi byl definitivně sešrotován v roce 1956.